# Bassett (Virgínia)
Bassett és una concentració de població designada pel cens dels Estats Units a l'estat de Virgínia. Segons el cens del 2000 tenia 1.338 habitants.

## Demografia
Segons el cens del 2000, Bassett tenia 1.338 habitants, 530 habitatges, i 338 famílies. La densitat de població era de 146,3 habitants per km².
Dels 530 habitatges en un 22,6% hi vivien nens de menys de 18 anys, en un 43,4% hi vivien parelles casades, en un 13,8% dones solteres, i en un 36,2% no eren unitats familiars. En el 32,8% dels habitatges hi vivien persones soles el 18,7% de les quals corresponia a persones de 65 anys o més que vivien soles. El nombre mitjà de persones vivint en cada habitatge era de 2,33 i el nombre mitjà de persones que vivien en cada família era de 2,93.
Per edats la població es repartia de la següent manera: un 18,2% tenia menys de 18 anys, un 6,9% entre 18 i 24, un 24,1% entre 25 i 44, un 25% de 45 a 60 i un 25,8% 65 anys o més.
L'edat mediana era de 46 anys. Per cada 100 dones de 18 o més anys hi havia 88,6 homes.
La renda mediana per habitatge era de 28.359 $ i la renda mediana per família de 34.940 $. Els homes tenien una renda mediana de 23.125 $ mentre que les dones 17.868 $. La renda per capita de la població era de 17.651 $. Entorn del 13,3% de les famílies i el 17,8% de la població estaven per davall del llindar de pobresa.

## Poblacions més properes
El següent diagrama mostra les poblacions més properes.